# Chất cách điện Mott
Chất cách điện Mott là một loại vật liệu dẫn điện theo các lý thuyết vùng năng lượng truyền thống, nhưng là cách điện khi được đo (đặc biệt ở nhiệt độ thấp). Ảnh hưởng này là do tương tác electron với nhau, không được xem xét trong lý thuyết vùng năng lượng thông thường.
Các khoảng cách vùng năng lượng trong một chất cách điện Mott tồn tại giữa các vùng năng lượng như, chẳng hạn như 3d, trong khi bandgap trong chất cách điện chuyển giao tồn tại giữa các trạng thái anion và cation, như giữa O 2p và Ni 3d trong NiO.